# Hajar al-Nasar
Ḥajar al-Naṣr (la Roccia dell'aquila) fu una fortezza situata nel Maghreb al-Aqsa (attuale Marocco), che servì talvolta come capitale della dinastia degli Idrisidi nel X secolo e che oggi è un sito archeologico. È situata su un crinale roccioso che domina le sorgenti di un affluente del fiume Luccus, a circa 40 km quasi ad est della città di Larache.
La fortezza fu probabilmente edificata per volere di Muḥammad ibn Idrīs o da uno dei suoi figli nel IX secolo, e fu infine distrutta nel 996 da Ziri ibn Atiyya, capo della tribù dei Maghrawa. Servì come rifugio e capitale della dinastia idriside quando questa perse la propria capitale Fez, in alternanza a Basra e Assila.
La posizione di Ḥajar al-Naṣr è stato oggetto di dibattito per gli storici degli ultimi duecento anni. Nel 1905 un ricercatore francese ha osservato che, secondo le fonti dell'epoca, vi fu sepolto Sīdī Mazwār, il figlio maggiore del sultano idriside ʿAlī Ḥaydara, che aveva rinunciato al potere per dedicare la sua vita alla religione. Sidi Mazwār è sepolto in una qubba (lett. "cupola", usualmente indicata però per indicare una costruzione dotata di cupola), oggi meta di pellegrinaggi, e questo avrebbe dovuto fissare la posizione della fortezza. Tuttavia, questo indizio fu ignorato, e, ancora nel 1980, una spedizione americana cercò invano di trovare il sito setacciando un'area di 30 km. Una spedizione congiunta spagnola e marocchina trovò la posizione corretta nel 1993 e fornì l'unica descrizione finora pubblicata.
Alcune sezioni dei bastioni e di alcuni passaggi, tutti costruiti in massicci blocchi di pietra, sono gli unici resti visibili in superficie.